# 스페인 르네상스
스페인의 르네상스는 14세기 이탈리아에서 시작된 르네상스가 15~16세기에 스페인으로 전래되어 시작된 일련의 현상을 말한다. 1492년이 스페인의 르네상스가 시작한 해이다.
미술과 문학, 과학 등이 고전적 가치, 특별히 그리스-로마 시대의 전통에 맞춰 맣은 영감을 받았으며 사회 전반에서 많은 시대 변화가 일어난 시기이기도 하다.:
- 이베리아반도에 산재하던 여러 가톨릭 왕국이 그라나다 왕국의 정복과 함께 완료되면서 수 천명의 무어인과 유대인이 추방되었다.
- 아메리카 대륙이 공식적으로 발견된다.
- 다수의 유럽 언어들에 관련한 문법서가 등장하였다. Gramática de la lengua castellana라는 문법서가 안토니오 데 네브리하에 의해 완성된다.

## 이전의 사건

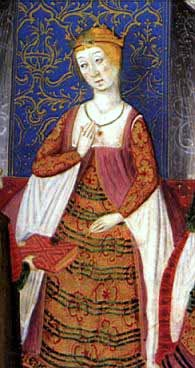
Rimado de la Conquista de Granada에 나타난 이사벨라 여왕의 모습

스페인에서 나타난 르네상스의 시작은 가톨릭 군주와 깊은 연관이 있다. 이사벨라 여왕과 페르니난도는 왕국을 통합하면서 기존에 미약하던 왕권을 중세의 봉건주의로 굳건하게 갖추었으며 귀족들에 비해 월등하게 강력할 수 있도록 기틀을 다졌다. 이를 토대로 가톨릭 군주들은 지역 영지들을 포섭하는 한편 귀족 세력들을 왕실의 휘하에 있도록 그 영향력을 확대했다. 이러한 귀족 가문 중 하나인 메도사 가문은 왕실을 수호하는 역할을 하면서 독특한 지위를 갖게 된다.
시간이 지나면서 소설 및 문학의 정수 또한 궁정과 사제 계급 대다수에게 전해졌으며 그라나다 왕국과 같이 세력이 약화되었지만 순수하게 이베리아 스타일을 간직한 문학적 요소가 가미되기 시작했다. 이는 카스티야-고딕 양식과 함께 플랑드르 양식이 많이 차용되었다는 데서 착안할 수 있다. 여러 요소가 가미된 것은 종교(가톨릭)의 영향이 있었던 르네상스가 나타날 수 있게 했으며 플라테레스크(Plateresque)의 형태가 혼재하게 됐다. 이에 따라 종교적 특성이 반영된 예술 사조는 이탈리아에서 건너 온 많은 예술가들과 수련공들을 통해 전수되었으며 디자인과 건축 양식, 서적, 조각, 초상화의 경향과 회화의 주제, 구성 등도 상당한 영향 하에 놓이게 된다.
신성로마제국의 찰스 5세는 새로운 예술에 대해 많은 관심을 가졌으며 고전적인 양식이 차용되었으므로 이러한 신경향을 구시대적 발상이라 칭하기도 했다. 그는 스페인 르네상스의 가장 핵심적이고 독특한 예술에 관해 든든한 지원자였고 많은 화가들을 지원하였다.
스페인 르네상스의 회화는 보통 유화이다. 건물을 표현할 때 그 내부를 원근법에 입각하여 그렸고 인물을 과도하게 표현하지 않고 그렸다. 인물들은 대개 모두 그 크기와 모습이 인체와 크게 다르지 않은 형태를 띠었다.
색조에 관해서는 색과 그 음영이 표현되어 이탈리아에서 기존에 쓰이던 형식이 많이 사용됐다. 이러한 현상이 두드러지게 하기 위해서 야채나 큐피드를 그릴 때 프레임 주변을 크게 강조하여 표현하거나 예수의 삶에 대해 묘사한 그림을 포함하여 여러 로마 시대 하의 유적 파괴 등을 그릴 때에도 그 수식과 화려한 기법이 전반적으로 강조되었다.

## 같이 보기
- 스페인의 미술
- 알안달루스